# Granulifusus noguchii
Granulifusus noguchii is een slakkensoort uit de familie van de Fasciolariidae. De wetenschappelijke naam van de soort is voor het eerst geldig gepubliceerd in 1990 door Habe & Masuda.